# کافه گربه

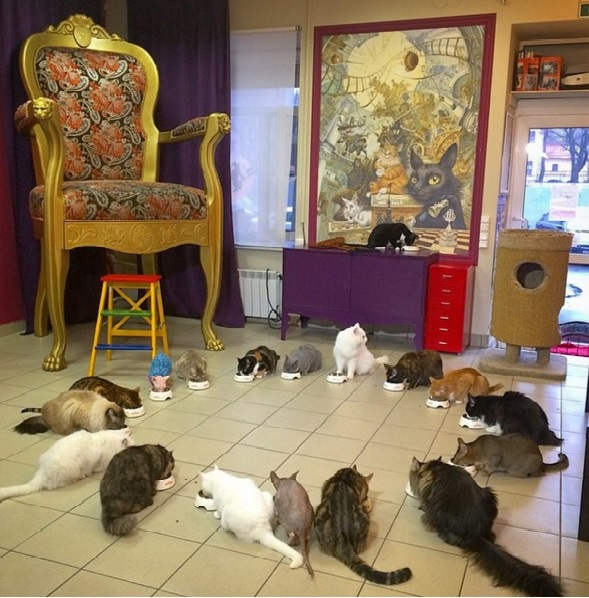
کافه گربۀ «جمهوری گربه‌ها» در سن پترزبورگ، روسیه

کافه گربه (انگلیسی: Cat café) یک تم کافه است که جذابیت آن گربه‌هایی است که می‌توان با آن تماشا کرد و بازی کرد. مشتریان معمولاً به صورت ساعتی هزینۀ پوشش می‌پردازند و بنابراین کافه‌های گربه را می‌توان به عنوان نوعی از اجارۀ حیوانات خانگی تحت نظارت در نظر گرفت.